# I am not a Monster: First Contact
I am not a Monster: First Contact — компьютерная стратегическая игра, разработанная студией Cheerdealers и изданная Alawar Premium. Была выпущена для Windows 27 сентября 2018.

## Критика
Доминик Тарасон из Rock, Paper, Shotgun положительно оценил игру, отметив: «I am Not a Monster во многом напоминает XCOM с налётом криминального боевика 50-х годов, хотя каждый игрок управляет только одним юнитом, а ходы сменяются динамично».